# Rukum West
Der Distrikt Rukum West (Nepali पश्चिमी रुकुम) ist einer von 77 Distrikten in Nepal und wurde mit der Verfassung von 2015 geschaffen. Er ist Teil der Provinz Karnali.

## Geschichte
Entstanden ist der Distrikt durch die Aufteilung des Distriktes Rukum auf die durch die Verfassung von 2015 neu geschaffenen Provinzen Gandaki (ehemals Nr. 6) und Nr. 5. Durch Experten der Bundesregierung wurde festgestellt, dass der Name des Distriktes nur durch eine Änderung der Verfassung Nepals mit einer Zweidrittelmehrheit geändert werden kann, da der Name des neuen Distriktes im Anhang 4 der Verfassung festgelegt wurde. Nach Aussage des Chief Minister der Provinz Karnali Mahendra Bahadur Shahi im Mai 2018 stößt der Name aber auf die Akzeptanz der Bevölkerung, so dass eine Änderung des Namens nicht notwendig scheint.
Tatsächlich arbeitsfähig und mit einer eigenen Verwaltung versehen wurde der Distrikt erst zwei Jahre nach seiner Schaffung im Jahr 2017 im Zuge der Wahlen zu den lokalen Vertretungen. Bis dahin wurden die beiden neuen Distrikte gemeinsam durch die bisherige Distriktverwaltung des bisherigen Distriktes verwaltet.

## Verwaltungsgliederung
Städte (Munizipalitäten) im Distrikt Rukum West:
- Musikot
- Chaurjahari
- Aathbiskot

Gaunpalikas (Landgemeinden):
- Banfikot
- Tribeni
- Sani Bheri